# قشلاق بوزتشة عليا
قشلاق بوزتشة عليا هي قرية في مقاطعة بارس أباد، إيران. يقدر عدد سكانها بـ 445 نسمة بحسب إحصاء 2016.